# Auguste Veuillet
Auguste Veuillet, dit Toto, né le 3 juillet 1910 à Lyon et mort le 11 octobre 1980 à Paris, est un pilote automobile de course français sur circuits, essentiellement en Endurance, mais aussi en catégorie Sport et en Grand Prix.

## Bibliographie

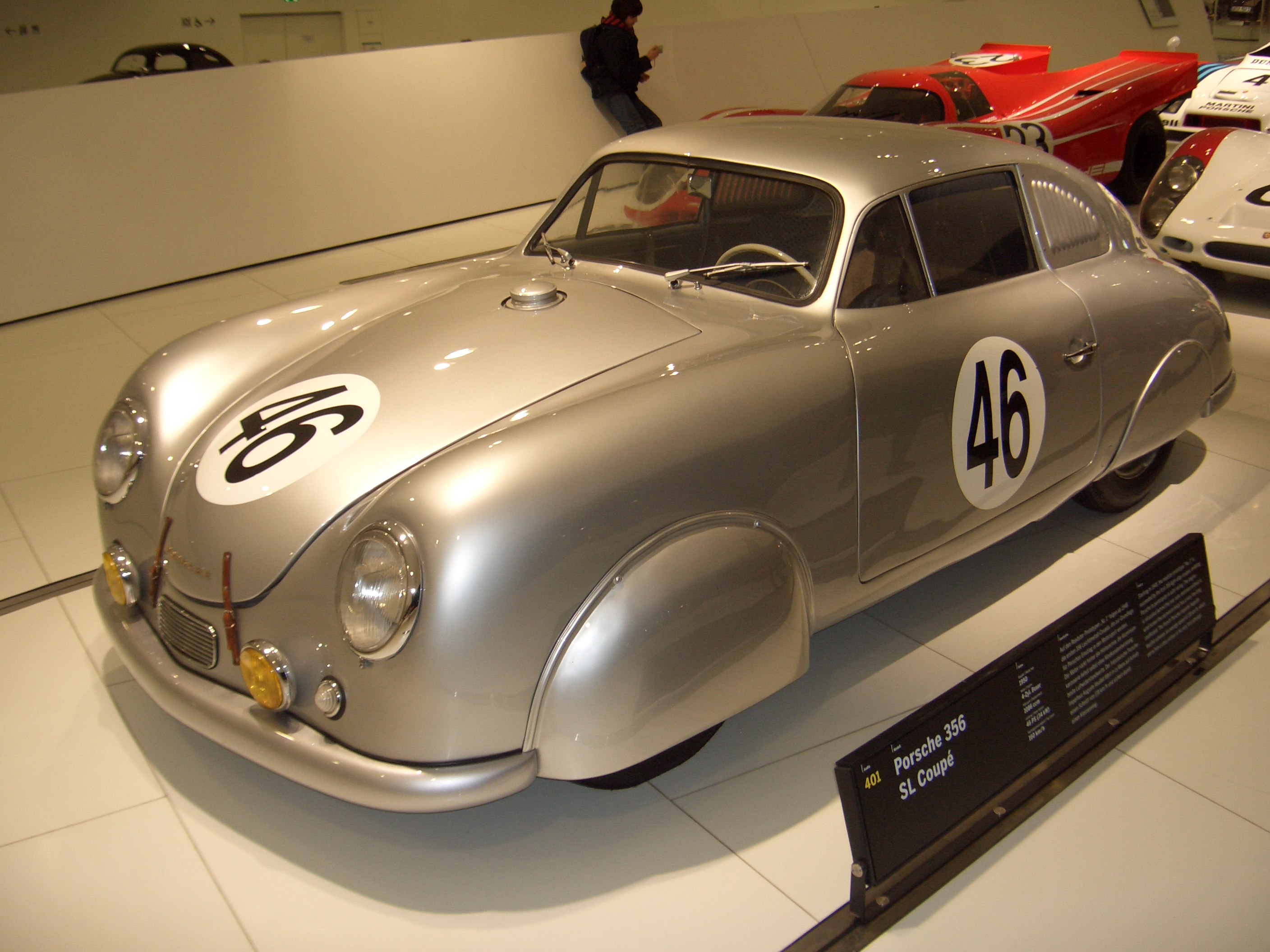
La première Porsche engagée au Mans, la 356/4 SL Coupé no 46, conduite par Veuillet et lors de l'édition 1951 (classée 20e, victoire de classe 1.1 L. à la clé).

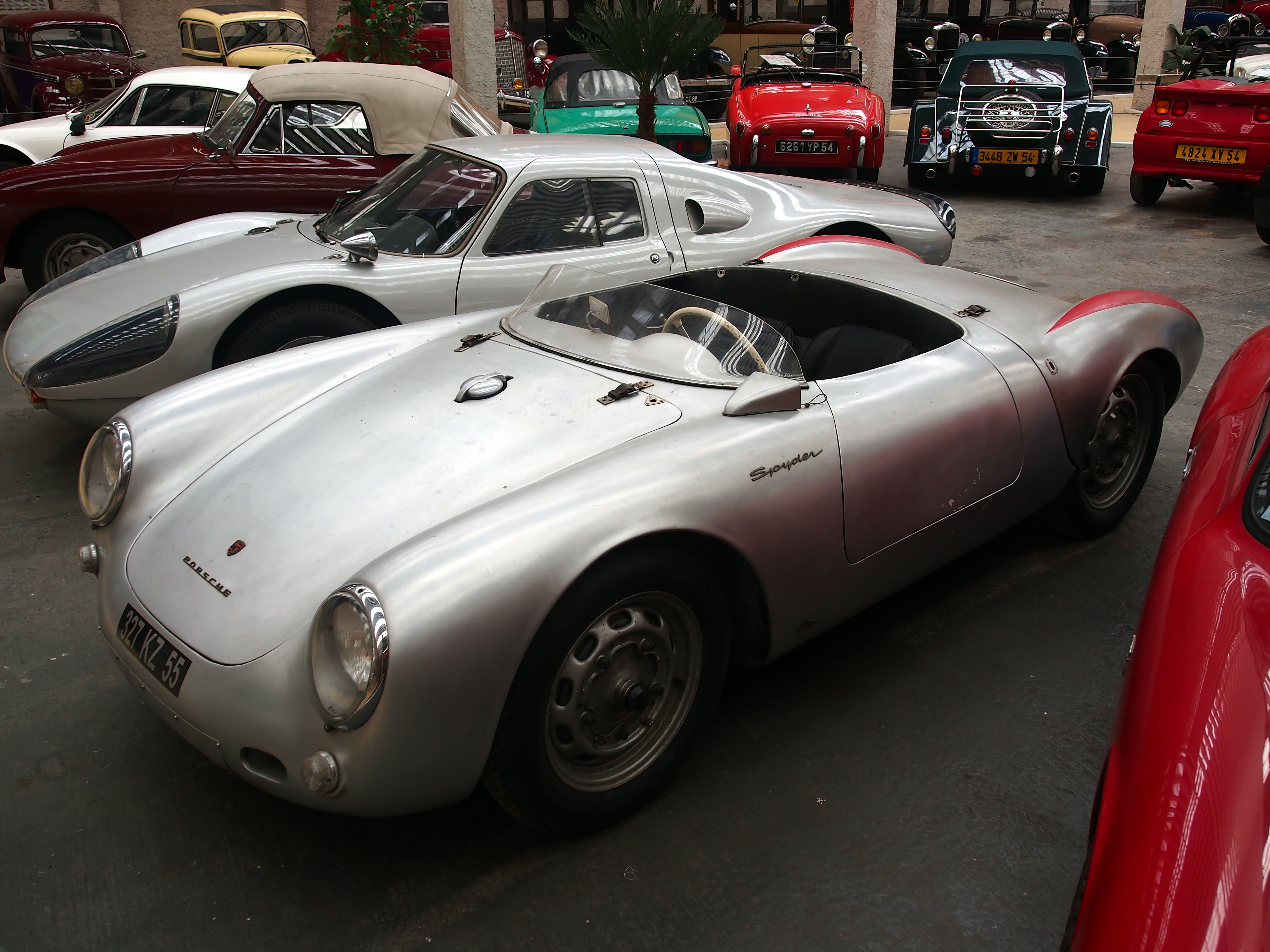
Une Porsche 550 Spyder.